# 1998 VG15
1998 VG15 är en asteroid i huvudbältet som upptäcktes den 10 november 1998 av LINEAR i Socorro County, New Mexico.
Asteroiden har en diameter på ungefär 11 kilometer och den tillhör asteroidgruppen Themis.